# Kontrafaktura
Kontrafaktura (z łac. contrafactum) – zmiana tekstu w utworze wokalnym bez zmiany lub z niewielką zmianą melodii. Najczęściej dotyczy to zmiany tekstu świeckiego na religijny. Melodie zapożyczane są z pieśni innych narodów, wyznań lub z utworów muzyki rozrywkowej.
Praktyka kontrafaktury stosowana była już w twórczości trubadurów (Bertran de Born), a także w zakresie takich gatunków jak motet czy konduktus. Szczególnie popularna stała się w czasie reformacji, gdy teksty łacińskie przekładano na języki narodowe.
Przykładami kontrafaktur są utwory:
- Nie rzucim Chryste świątyń Twych z melodią Roty;
- Boże, coś Polskę z melodią prawdopodobnie pochodzenia francuskiego, która zastąpiła melodię wcześniejszą w drugiej połowie XIX wieku. Melodia ta także występuje w innej pieśni religijnej Serdeczna Matko;
- Go West zespołu Pet Shop Boys oparta na melodii Kanonu D-dur Pachelbela[3];
- Panie proszę przyjdź oparta na melodii utworu The Winner Takes It All śpiewanego przez zespół ABBA[4].